# Kongō (Schiff, 1913)
Die Kongō (jap. 金剛), benannt nach dem Berg Kongō an der Grenze zwischen Osaka und Nara (von Sanskrit Vajra für einen unzerbrechlichen Stein (Diamant) oder dem Donnerkeil als Waffe Indras), war ein japanisches Kriegsschiff, das im Ersten und Zweiten Weltkrieg eingesetzt wurde. Sie war das Typschiff der aus vier Einheiten bestehenden und nach ihr benannten Kongō-Klasse.

## Entwicklung
Die Kongō selbst war das letzte große Kriegsschiff der japanischen Marine, das im Ausland gebaut wurde. Ihre drei Schwesterschiffe entstanden dann nach dem Vorbild und den Originalplänen der Kongō in Japan, darunter die Kirishima als erstes auf einer japanischen Privatwerft gebautes japanisches Großkampfschiff.
Die Japaner, die bisher noch kein Kriegsschiff dieser Größe selbst gebaut hatten, wandten sich bei der Suche nach Hilfe an das Land, das damals im Schiffbau global führend war: das Vereinigte Königreich. Der Rüstungskonzern Vickers mit eigener Werft erhielt schließlich durch Bestechung den Auftrag, für die japanische Marine einen Schlachtkreuzer zu bauen, der mit allen bisher gebauten Schlachtkreuzern konkurrieren konnte. Japan und das Vereinigte Königreich waren damals Verbündete. Deswegen konnte die britische Regierung einer privaten Werft nicht untersagen, ein Schiff für die Japaner zu bauen.
George Thurston, damals der leitende Schiffbauarchitekt bei Vickers und ein Freund von Eustace Tennyson d’Eyncourt, der von 1912 bis 1924 in der Royal Navy das Amt des „Director of Naval Construction“ bekleidete und in dieser Zeit u. a. die Schlachtkreuzer der Renown-Klasse entwerfen sollte, begann mit den Plänen für einen Schlachtkreuzer, der sich im Großen und Ganzen an das Vorbild der Lion-Klasse hielt (die Princess Royal, das zweite Schiff dieser Klasse, wurde ebenfalls bei Vickers gebaut). Der auffälligste Unterschied war eine verbesserte Aufstellung der schweren Artillerie: Die britischen Schiffe trugen ihre acht großen Geschütze in einem überfeuernden Geschützturmpaar am Bug, einem einzelnen Turm am Heck sowie einem sogenannten Q-Turm zwischen dem zweiten und dritten Schornstein in der Mitte des Schiffes. Dieser Q-Turm lag deswegen zwischen zwei Schornsteinen, weil sowohl vor als auch hinter ihm Kesselräume positioniert waren, und konnte dementsprechend nur zu den Seiten abgefeuert werden. Auf den japanischen Schiffen wurde der dritte Geschützturm zwar noch immer mit einem gewissen Abstand zum letzten Turm aufgestellt, die Kesselräume im Schiffsbauch wurden jedoch so zusammengefasst, dass sein Schussfeld nach hinten frei war.
Im Gegensatz zur Lion-Klasse, die mit Geschützen vom Kaliber 34,3 cm (13,5 Zoll) ausgerüstet war, bekam die Kongō ein neues, von Vickers selbst gefertigtes 35,6-cm-Geschütz sowie eine stärkere Mittelartillerie vom Kaliber 15,2 cm, während die britischen Vorbilder an dieser Stelle noch mit 10,2-cm-Rohren ausgestattet waren. Auch maß die Gürtelpanzerung der Kongō lediglich maximal 20,3 cm, wohingegen die Lion-Klasse durch einen bis zu 22,9 cm starken Gürtel geschützt wurde.

## Allgemeine Daten
- Baubeginn: 17. Januar 1911, Vickers, Barrow
- Stapellauf: 18. Mai 1912
- In Dienst gestellt: 16. August 1913
- Umbau: 1935–1937
- Schicksal: am 21. November 1944 von drei Torpedos des U-Boots Sealion getroffen und anschließend gekentert.[2]

## Bauauftrag
Die Unternehmen Vickers und Siemens konkurrierten um die elektrische Ausrüstung für die Kongō, und beide arbeiteten dabei auch mit Bestechungsgeldern für das Marineministerium. Für Vickers war dabei angeblich der Waffenhändler Basil Zaharoff erfolgreich. Der Korruptionsfall wurde in Japan 1914 als Siemens-Skandal öffentlich und führte zum Rücktritt des japanischen Premierministers Yamamoto Gonnohyōe.

## Einsatzgeschichte derKongō

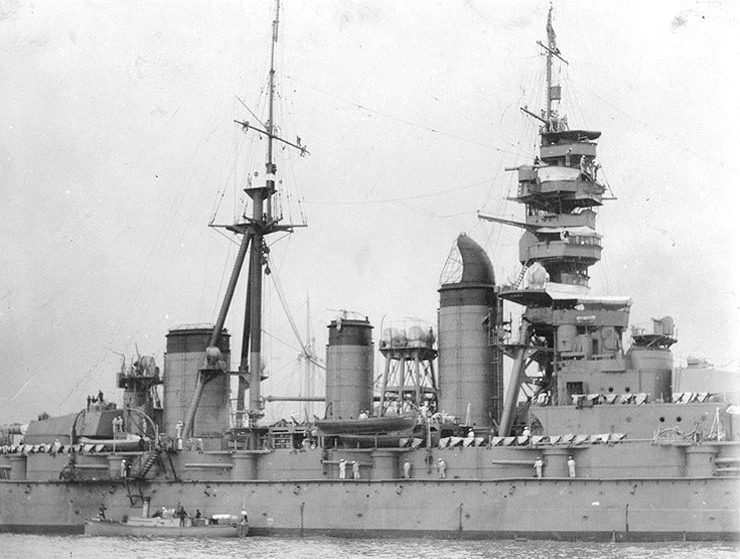
Die Kongō nach der ersten Modernisierung, 1929

Nachdem die Kongō von der japanischen Marine als Schlachtkreuzer in Dienst gestellt worden war, fungierte sie zunächst im Ersten Weltkrieg bei mehreren Besetzungsaktionen der japanischen Armee gegen deutsche Kolonien im Pazifik als Sicherung.
1924 wurden die Rohre der Hauptgeschütze und Teile der Feuerleitanlage ersetzt, um erkannte Leistungsschwächen auszubessern. Nach dem Washingtoner Flottenabkommen wurde die Kongō 1929 als eines der wenigen Großkampfschiffe, die Japan zugestanden wurden, radikal zum Schlachtschiff modernisiert. Durch Erneuerung der Maschinenanlage, die Verstärkung ihrer Panzerung und die Aufrüstung mit Aufklärungsflugzeugen wurde der Kampfwert der Kongō gesteigert. Die zweite Modernisierungsphase von 1935 bis 1937 führte zu einer weiteren Steigerung der Geschwindigkeit; ihr Rumpf wurde um 8 m verlängert und die Flugabwehrbewaffnung verstärkt. Der ehemalige Schlachtkreuzer wurde nun als Schnelles Schlachtschiff in den japanischen Bestandslisten geführt.
1938 nahm die Kongō am Krieg gegen China teil. Aufklärungsflugzeuge der Kongō warfen einige Bomben auf Fuzhou. Eine weitere Modernisierung fand 1941 statt: Die Feuerbekämpfungsanlagen an Bord wurden aufgerüstet, und die Turmpanzerung an den vier Haupttürmen wurde verstärkt.
Kongō und Haruna wurden der Zweiten Flotte zugeteilt und liefen von Saiki in Richtung Macau aus. Anschließend sicherte sie die Landung japanischer Soldaten auf den Philippinen bei Aparri und Vigan ab. Die Kongō war auch Teil der Deckungsgruppe für die Flugzeugträger, die Colombo auf Ceylon angriffen.
1942 erhielt die Kongō zeitgleich mit ihrem Schwesterschiff Kirishima ein erstes Suchradar vom Typ 21 Kai 1, verbunden mit der A5-Antenne mit übereinander angeordneten Sende- und Empfangsteilen (4 × 6 Elemente) auf dem Vormars an der Vorderseite des Feuerleitgeräts für die schwere Artillerie.
Kongō und Haruna beschossen 1942 den Flugplatz Henderson Field und andere US-Installationen auf Guadalcanal. Am 26. Oktober 1942 wurde die Kongō während der Schlacht bei den Santa-Cruz-Inseln von Torpedobombern der Enterprise angegriffen, aber nicht beschädigt. Sie fungierte in den folgenden Wochen als Deckungsgruppe für die Küstenbeschussoperation des Schwesterschiffs Kirishima gegen Guadalcanal.
Wie bei ihrem Schwesterschiff Haruna entschied man sich auch bei der Kongō nach dem Verlust ihrer Schwesterschiffe Hiei und Kirishima für eine Verstärkung des Panzerschutzes der Ruderanlage. Beim Modernisierungsumbau Ende 1943 bis Anfang 1944 wurden die Anzahl der 15,2-cm-Kasemattgeschütze auf acht (beiderseits vier) reduziert, die schwere Flak auf 12 × 12,7 cm in sechs Zwillingen verstärkt und auch die leichte Flak nachgerüstet (auf nunmehr 34 Rohre Kaliber 2,5 cm in sechs Drillingen und acht Zwillingen). Im Juli 1944 schließlich wurden zwei Seesuch- und Feuerleitradare Typ 22 Kai 4M (später Kai 4S) jenseits des Brückenturms und ein Luftwarnradar Typ 13 am Großmast nachgerüstet und die leichte Flak auf den Endstand von 100 Rohren (plus 10 transportierbare Zusatzgeschütze) Kaliber 2,5 cm gebracht (18 Drillinge, 8 Zwillinge, 30 plus 10 Einzellafetten).

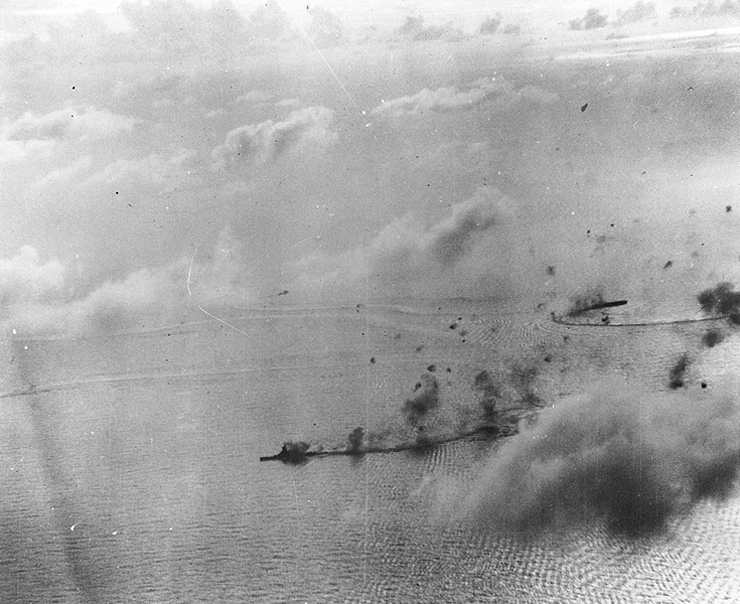
Die Haruna oder möglicherweise Kongō unter Beschuss während der Schlacht in der Philippinensee

1944 nahm die Kongō an der See- und Luftschlacht im Golf von Leyte teil. Während der Schlacht bei Samar erzielte die Kongō am 25. Oktober Treffer auf dem US-Zerstörer Hoel und dem Geleitflugzeugträger Gambier Bay. Sie versenkte den US-Geleitzerstörer Samuel B. Roberts.
In der Nacht vom 21. November 1944 durchfuhr die Kongō gemeinsam mit der Yamato und der Nagato die Formosastraße. Um 1:46 Uhr schoss das amerikanische U-Boot Sealion einen Fächer von sechs Torpedos auf den japanischen Flottenverband ab. Zwei Torpedos trafen die Kongō, ein weiterer den Zerstörer Urakaze. Während die Urakaze mit der gesamten Besatzung sofort unterging, konnte die Kongō noch mit 16 Knoten ablaufen. Zwei ihrer Kesselräume waren aber vollgelaufen, und sie hatte bereits Schlagseite. Um 5:20 Uhr morgens verlor die Besatzung den Kampf gegen den Wassereinbruch. Die Kongō, von zwei Zerstörern gesichert, stoppte. Um 5:24 Uhr registrierte das verfolgende US-U-Boot eine starke Explosion, und die Kongō verschwand von seinem Radar. Vermutlich kenterte sie als Folge der Schlagseite und die Munition in einem ihrer Magazine explodierte. Etwa 1.200 Seeleute gingen mit der Kongō auf der Position 26° 9′ N, 121° 23′ O im dort 106 m tiefen Wasser unter. Die Begleitzerstörer konnten bei schwerer See nur 237 Überlebende retten. Der Oberbefehlshaber der 3. Division, Vizeadmiral Suzuki, und der Kommandant der Kongō, Konteradmiral Shimazaki, gingen mit dem Schiff unter.
Die genaue Position des Wracks der Kongō ist unklar.